# Canada-Nouvelle-Zélande en rugby à XV
Cet article présente l'historique des confrontations entre l'équipe du Canada et l'équipe de Nouvelle-Zélande en rugby à XV. Les deux équipes se sont affrontées à six reprises dont quatre fois en Coupe du monde. Les Néo-Zélandais ont remporté toutes les rencontres.

## Confrontations
| No | Date            | Lieu                                          | Match                     | Score   | Compétition                      |
| -- | --------------- | --------------------------------------------- | ------------------------- | ------- | -------------------------------- |
| 1  | 20 octobre 1991 | Stadium Lille Métropole, Lille, France        | Nouvelle-Zélande – Canada | 29 – 13 | Coupe du monde (quart de finale) |
| 2  | 22 avril 1995   | Eden Park, Auckland, Nouvelle-Zélande         | Nouvelle-Zélande – Canada | 73 – 7  | Test                             |
| 3  | 17 octobre 2003 | Telstra Dome, Melbourne, Australie            | Nouvelle-Zélande – Canada | 68 – 6  | Coupe du monde (poule D)         |
| 4  | 16 juin 2007    | Waikato Stadium, Hamilton, Nouvelle-Zélande   | Nouvelle-Zélande – Canada | 64 – 13 | Test match                       |
| 5  | 2 octobre 2011  | Westpac Stadium, Wellington, Nouvelle-Zélande | Nouvelle-Zélande – Canada | 79 – 15 | Coupe du monde (poule A)         |
| 6  | 2 octobre 2019  | Stade d'Oita, Oita, Japon                     | Nouvelle-Zélande – Canada | 63 – 0  | Coupe du monde (poule B)         |